# 布賴頓鎮區 (密歇根州)
布賴頓鎮區（英語：Brighton Township）是位於美國密歇根州利文斯頓縣的一個特設鎮區。

## 地方資料
布賴頓鎮區的面積為89.60平方千米，當中陸地面積為85.40平方千米，而水域面積為4.20平方千米。根據2020年美國人口普查的數據，當地共有人口19144人，而人口密度為每平方千米213.66人。